# Centaurea gudrunensis
Centaurea gudrunensis — вид квіткових рослин айстрових (Asteraceae). Ендемік північно-східного Іраку.
Листки в C. gudrunensis перистороздільні або майже ліроподібні.